# Garelli Sahel
Die Garelli Sahel war ein Enduro-Kleinkraftrad des italienischen Herstellers Garelli, das von 1987 bis 1991 produziert wurde. Es war das Nachfolgemodell der Garelli RGS und richtete sich an junge Fahrer, die ein geländetaugliches Fahrzeug mit moderner Technik suchten.

## Geschichte
Im Jahr 1985 begann Garelli unter der technischen Leitung von Ing. Miglioli mit der Entwicklung eines neuen Zweitaktmotors, der eine gesamte Modellgeneration antreiben sollte. Die neue Motorgeneration kam ab 1987 erstmals im Modell Tiger 50 XLE zum Einsatz.
Ab 1989 wurde das Modell Sahel als Nachfolger der RGS eingeführt. Es war moderner gestaltet, mit Kunststofftank, hydraulischem Zentralfederbein (hinten) und Scheibenbremsen an beiden Achsen. Die Optik und die Konstruktion orientierten sich an populären Rallye-Enduros jener Zeit, insbesondere der Kategorie „Paris-Dakar“. Für den Export war auch eine Version mit 80 cm³ Hubraum vorgesehen.

## Technische Daten
| Merkmal               | Garelli Sahel (1989)                          |
| --------------------- | --------------------------------------------- |
| Motor                 | 2-Takt, Einzylinder                           |
| Hubraum               | 49 cm³                                        |
| Bohrung × Hub         | 40 mm × 39 mm                                 |
| Verdichtung           | 13 : 1                                        |
| Leistung              | 2,5 kW (3,4 PS) bei 5000/min                  |
| Zylinder              | Leichtmetall mit Nickel-Silizium-Beschichtung |
| Kühlung               | Flüssigkeitskühlung                           |
| Zündung               | Elektronische Zündung (CDI)                   |
| Vergaser              | Dell’Orto PHBD 12A                            |
| Schmierung            | Getrenntschmierung mit Pumpe                  |
| Kupplung              | Mehrscheiben im Ölbad                         |
| Getriebe              | 3-Gang                                        |
| Antrieb               | Kette                                         |
| Startsystem           | Kickstarter und elektrischer Anlasser         |
| Rahmen                | Einrohrrahmen, eckiges Profil                 |
| Vorderradaufhängung   | Teleskopgabel Ø 35 mm                         |
| Hinterradaufhängung   | Zweiarmschwinge mit Zentralfederbein          |
| Räder                 | Speichenräder mit goldfarbenen Stahlfelgen    |
| Reifen                | vorn: 2,75–21", hinten: 3,50–18"              |
| Bremsen               | Scheibenbremse vorn und hinten                |
| Gewicht               | 93 kg (leer)                                  |
| Höchstgeschwindigkeit | 40 km/h                                       |
| Tankinhalt            | 16 Liter                                      |